# Donato Fuejo
Donato Fuejo Lago (Vigo, 27 de octubre de 1926) es un médico y político español.

## Biografía
Cursó los estudios de Medicina en la Universidad de Cádiz y la de Sevilla, licenciándose con Premio Extraordinario y doctorándose como especialista en pulmón y corazón. Su padre fue uno de los primeros médicos españoles que estudiaron en la Universidad de Harvard con una beca de la Fundación Rockefeller.
Fue Jefe clínico del Hospital Universitario de La Paz y participó en el primer trasplante de corazón que se realizó en España junto a Cristóbal Martínez Bordiú y Vital Aza formando parte de este  equipo.
Tuvo sus primeros contactos con la actividad política durante la década de 1950 al conocer a Enrique Tierno Galván, integrándose en el Partido Socialista Popular (PSP) (denominado entonces Partido Socialista del Interior) y siendo uno de los fundadores de la Junta Democrática. Precisamente, la convocatoria de una rueda de prensa de la Plataforma lo llevó a Carabanchel  durante un tiempo. 
En las primeras elecciones democráticas celebradas en 1977 fue uno de los tres diputados elegidos por la circunscripción electoral de Madrid en la candidatura del PSP-Unidad Socialista, junto a Tierno Galván y Raúl Morodo. Miembro del Grupo Mixto del Congreso, participó de forma muy activa en las reuniones y negociaciones para la elaboración de la Constitución Española de 1978. Después de la fusión entre el PSP y el Partido Socialista Obrero Español, volvió a ser elegido diputado, ahora en las listas del PSOE por la circunscripción de Madrid en la primera y II legislatura. Fue miembro de la   Ejecutiva Federal del PSOE. Fue nombrado Vicepresidente de la OMS, Organización Mundial de la Salud, cargo del que dimitió poco tiempo después. Ocupó la presidencia de la Comisión del Defensor del Pueblo en el Congreso de los Diputados y fue elegido vocal del Consejo de Seguridad Nuclear, donde pasó a ser su presidente desde 1987 a 1994.